# Dol pri Hrastniku
Dol pri Hrastniku este o localitate din comuna Hrastnik, Slovenia, cu o populație de 1.493 de locuitori.